# Rysslands Grand Prix 2018
Rysslands Grand Prix 2018, officiellt Formula 1 2018 VTB Russian Grand Prix, var ett Formel 1-lopp som kördes 30 september 2018 på Sotji Autodrom i Sotji i Ryssland. Loppet var det sextonde av sammanlagt tjugoen deltävlingar ingående i Formel 1-säsongen 2018 och kördes över 53 varv.Mercedes beslöt under varv 26 att Valtteri Bottas skulle släppa förbi Lewis Hamilton för att skydda mästerskapsledningen, det skapade stora kontroverser efter loppet.

## Kval
| Pos.                    | Nr | Förare            | Konstruktör               | Kvaltider | Kvaltider | Kvaltider | Start- grid |
| Pos.                    | Nr | Förare            | Konstruktör               | Q1        | Q2        | Q3        | Start- grid |
| ----------------------- | -- | ----------------- | ------------------------- | --------- | --------- | --------- | ----------- |
| 1                       | 77 | Valtteri Bottas   | Mercedes                  | 1.32,964  | 1.32,744  | 1.31,387  | 1           |
| 2                       | 44 | Lewis Hamilton    | Mercedes                  | 1.32,410  | 1.32,595  | 1.31,532  | 2           |
| 3                       | 5  | Sebastian Vettel  | Ferrari                   | 1.33,476  | 1.33,045  | 1.31,943  | 3           |
| 4                       | 7  | Kimi Räikkönen    | Ferrari                   | 1.33,341  | 1.33,065  | 1.32,237  | 4           |
| 5                       | 20 | Kevin Magnussen   | Haas-Ferrari              | 1.34,078  | 1.33,747  | 1.33,181  | 5           |
| 6                       | 31 | Esteban Ocon      | Force India-Mercedes      | 1.34,290  | 1.33,596  | 1.33,413  | 6           |
| 7                       | 16 | Charles Leclerc   | Sauber-Ferrari            | 1.33,924  | 1.33,488  | 1.33,419  | 7           |
| 8                       | 11 | Sergio Pérez      | Force India-Mercedes      | 1.34,084  | 1.33,923  | 1.33,563  | 8           |
| 9                       | 8  | Romain Grosjean   | Haas-Ferrari              | 1.34,022  | 1.33,517  | 1.33,704  | 9           |
| 10                      | 9  | Marcus Ericsson   | Sauber-Ferrari            | 1.34,170  | 1.33,995  | 1.35,196  | 10          |
| 11                      | 33 | Max Verstappen    | Red Bull Racing-TAG Heuer | 1.33,048  | Ingen tid |           | 19          |
| 12                      | 3  | Daniel Ricciardo  | Red Bull Racing-TAG Heuer | 1.33,247  | Ingen tid |           | 18          |
| 13                      | 10 | Pierre Gasly      | Scuderia Toro Rosso-Honda | 1.34,383  | Ingen tid |           | 14          |
| 14                      | 55 | Carlos Sainz Jr.  | Renault                   | 1.34,626  | Ingen tid |           | 11          |
| 15                      | 27 | Nico Hülkenberg   | Renault                   | 1.34,655  | Ingen tid |           | 12          |
| 16                      | 28 | Brendon Hartley   | Scuderia Toro Rosso-Honda | 1.35,037  |           |           | 20          |
| 17                      | 14 | Fernando Alonso   | McLaren-Renault           | 1.35,504  |           |           | 16          |
| 18                      | 35 | Sergey Sirotkin   | Williams-Mercedes         | 1.35,612  |           |           | 13          |
| 19                      | 2  | Stoffel Vandoorne | McLaren-Renault           | 1.35,977  |           |           | 15          |
| 20                      | 18 | Lance Stroll      | Williams-Mercedes         | 1.36,437  |           |           | 14          |
| 107 %-gränsen: 1.38,878 |    |                   |                           |           |           |           |             |
| Källor:                 |    |                   |                           |           |           |           |             |

## Lopp
| Pos.    | Nr | Förare            | Konstruktör               | Varv | Tid/Bröt    | Grid | Poäng |
| ------- | -- | ----------------- | ------------------------- | ---- | ----------- | ---- | ----- |
| 1       | 44 | Lewis Hamilton    | Mercedes                  | 53   | 1:27.25,181 | 2    | 25    |
| 2       | 77 | Valtteri Bottas   | Mercedes                  | 53   | +2,545      | 1    | 18    |
| 3       | 5  | Sebastian Vettel  | Ferrari                   | 53   | +7,487      | 3    | 15    |
| 4       | 7  | Kimi Räikkönen    | Ferrari                   | 53   | +16,543     | 4    | 12    |
| 5       | 33 | Max Verstappen    | Red Bull Racing-TAG Heuer | 53   | +31,016     | 19   | 10    |
| 6       | 3  | Daniel Ricciardo  | Red Bull Racing-TAG Heuer | 53   | +80.451     | 18   | 8     |
| 7       | 16 | Charles Leclerc   | Sauber-Ferrari            | 53   | +98.390     | 7    | 6     |
| 8       | 20 | Kevin Magnussen   | Haas-Ferrari              | 52   | +1 varv     | 5    | 4     |
| 9       | 31 | Esteban Ocon      | Force India-Mercedes      | 52   | +1 varv     | 6    | 2     |
| 10      | 11 | Sergio Pérez      | Force India-Mercedes      | 52   | +1 varv     | 8    | 1     |
| 11      | 8  | Romain Grosjean   | Haas-Ferrari              | 52   | +1 varv     | 9    |       |
| 12      | 27 | Nico Hülkenberg   | Renault                   | 52   | +1 varv     | 12   |       |
| 13      | 9  | Marcus Ericsson   | Sauber-Ferrari            | 52   | +1 varv     | 10   |       |
| 14      | 14 | Fernando Alonso   | McLaren-Renault           | 52   | +1 varv     | 16   |       |
| 15      | 18 | Lance Stroll      | Williams-Mercedes         | 52   | +1 varv     | 14   |       |
| 16      | 2  | Stoffel Vandoorne | McLaren-Renault           | 51   | +2 varv     | 15   |       |
| 17      | 55 | Carlos Sainz Jr.  | Renault                   | 51   | +2 varv     | 11   |       |
| 18      | 35 | Sergey Sirotkin   | Williams-Mercedes         | 51   | +2 varv     | 13   |       |
| Bröt    | 10 | Pierre Gasly      | Toro Rosso-Honda          | 4    | Bromsar     | 17   |       |
| Bröt    | 28 | Brendon Hartley   | Toro Rosso-Honda          | 4    | Bromsar     | 20   |       |
| Källor: |    |                   |                           |      |             |      |       |